# مهراوه شریفی‌نیا
مهراوه شریفی‌نیا (زادهٔ ۲۹ فروردین ۱۳۶۰) بازیگر اهل ایران است. او فرزند بازیگران محمدرضا شریفی‌نیا و آزیتا حاجیان و خواهر ملیکا شریفی‌نیا است. او فارغ‌التحصیل رشتهٔ موسیقی کلاسیک در دانشگاه هنر تهران است.

## زندگی
او فرزند بازیگران محمدرضا شریفی‌نیا و آزیتا حاجیان و خواهر ملیکا شریفی‌نیا است. وی دیپلم ریاضی-فیزیک دارد و فارغ‌التحصیل در رشته موسیقی از دانشگاه تهران است. شریفی‌نیا یک ترم در رشته کارگردانی سینما درس خواند ولی از ادامه درس خواندن در این رشته انصراف داد. ساز تخصصی او پیانو است.
وی فعالیت خود را در سال ۱۳۶۸ با بازی در فیلم دزد عروسک‌ها آغاز کرد. او با بازی در نقش فریده در سریال روز حسرت (۱۳۸۷) به شهرت رسید. او در پروژه شاخه گلی برای دبورا دستیار ضیاءالدین دری بود.
انتقادهایی بر مجموعهٔ کیمیا (۱۳۹۴) با بازی او وارد بود که بخش قابل توجهی از آنها متوجه گریم بود؛ که ضعف در گریم کیمیا در سنین میانسالی بود. او در سال ۱۳۹۴ گفت که کیمیا سخت‌ترین و پراسترس‌ترین کارش بوده و گاهی، شب‌ها خواب شخصیت کیمیا را می‌دیده است. وی همچنین افزود که بعد از اتمام پروژه متوجه شده است که به‌دلیل استرس ناشی از یک سال و نیم کار، حدود یک سوم موهایش سفید شده است.

## آثار

### فیلم‌ها
| سال  | نام فیلم                    | کارگردان           |
| ---- | --------------------------- | ------------------ |
| ۱۳۶۸ | دزد عروسک‌ها                 | محمدرضا هنرمند     |
| ۱۳۷۸ | زیر پوست شهر                | رخشان بنی‌اعتماد    |
| ۱۳۷۹ | دختری به نام تندر           | حمیدرضا آشتیانیپور |
| ۱۳۸۲ | به من نگاه کن               | شهرام اسدی         |
| ۱۳۸۶ | عروس زندان (تلویزیونی)      | پرند زاهدی         |
| ۱۳۸۷ | کابوس                       | سیروس مقدم         |
| ۱۳۸۷ | اخراجی‌ها ۲                  | مسعود ده‌نمکی       |
| ۱۳۸۷ | اگر باران ببارد (تلویزیونی) | روح‌الله حجازی      |
| ۱۳۸۸ | پشت در خبری نیست            | شبنم عرفی‌نژاد      |
| ۱۳۸۹ | یک سطر واقعیت               | علی وزیریان        |
| ۱۳۹۰ | یک عاشقانه ساده             | سامان مقدم         |
| ۱۳۹۰ | قصه‌ها                       | رخشان بنی‌اعتماد    |
| ۱۳۹۱ | قصه عشق پدرم                | محمدرضا ورزی       |
| ۱۳۹۵ | پرسه در حوالی من            | غزاله سلطانی       |
| ۱۳۹۶ | درخونگاه                    | سیاوش اسعدی        |
| ۱۳۹۷ | مدیترانه                    | هادی حاجتمند       |
| ۱۳۹۷ | پیاده (فیلم کوتاه)          | شکوفا کریمی        |
| ۱۳۹۸ | گورکن                       | کاظم ملایی         |
| ۱۳۹۹ | عروس خیابان فرشته           | مهدی‌خسروی          |

### مجموعه‌های تلویزیونی
| سال       | نام مجموعه            | کارگردان         |
| --------- | --------------------- | ---------------- |
| ۱۳۷۰      | امام علی              | داوود میرباقری   |
| ۱۳۶۹      | قافله این عمر         | مجید بهشتی       |
| ۱۳۷۴      | شبحی در تاریکی        | محسن شاه‌محمدی    |
| ۱۳۷۸      | قصه‌های رودخانه سیاکیا | کمال تبریزی      |
| ۱۳۸۶      | ساعت شنی              | بهرام بهرامیان   |
| ۱۳۸۷      | روز حسرت              | سیروس مقدم       |
| ۱۳۸۸      | آشپزباشی              | محمدرضا هنرمند   |
| ۱۳۸۹–۱۳۹۰ | قلب یخی فصل ۱ و ۲     | محمدحسین لطیفی   |
| ۱۳۹۱      | خداحافظ بچه           | منوچهر هادی      |
| ۱۳۹۴      | کیمیا                 | جواد افشار       |
| ۱۳۹۴      | معمای شاه             | محمدرضا ورزی     |
| ۱۳۹۵      | پیکسل                 | محمود معظمی      |
| ۱۳۹۸      | برسر دو راهی          | بهرنگ توفیقی     |
| ۱۳۹۸      | دل                    | منوچهر هادی      |
| ۱۴۰۰      | بند بازی              | نیما بانک        |
| ۱۴۰۱      | آکتور                 | نیما جاویدی      |
| ۱۴۰۱      | سرگیجه                | بهرنگ توفیقی     |
| ۱۴۰۲      | زخم کاری: بازگشت      | محمدحسین مهدویان |
| ۱۴۰۳      | زخم کاری: انتقام      | محمدحسین مهدویان |
| ۱۴۰۳      | زخم کاری: مجازات      | محمدحسین مهدویان |

### تئاتر
| نام نمایش                  | مکان       | تاریخ               |
| -------------------------- | ---------- | ------------------- |
| ترن                        | تئاترشهر   | بهمن و اسفند ۱۳۹۵   |
| دی روز (کوکوی کبوتران حرم) | تئاترشهر   | خرداد ۱۳۹۶          |
| مری پاپینز                 | تالار وحدت | آبان و آذر سال ۱۳۹۸ |

## جوایز
| سال  | جایزه                                              | رده                               | اثر              |
| ---- | -------------------------------------------------- | --------------------------------- | ---------------- |
| ۱۳۸۹ | چهارمین جشن انجمن منتقدان و نویسندگان سینمای ایران | بهترین بازیگر نقش مکمل زن         | پشت در خبری نیست |
| ۱۳۹۳ | چهاردهمین جشن حافظ                                 | بهترین بازیگر زن درام تلویزیونی   | خداحافظ بچه      |
| ۱۳۹۴ | سه ستاره                                           | بهترین و دومین بازیگر زن تلویزیون | کیمیا            |
| ۱۳۹۶ | جشنواره بین‌المللی Bridges                          | بهترین بازیگر زن                  | پرسه در حوالی من |
| ۱۳۹۸ | جشنواره فیلم دیاموند ایتالیا                       | بهترین بازیگر زن                  | پیاده            |